# Владица Цветковић
Владица Цветковић (Аранђеловац, 19. јун 1964) српски је геолог, редовни члан САНУ и редовни професор Рударско-геолошког факултета у Београду.

## Биографија
Рођен је 19. јуна 1964. године у Аранђеловцу, где је завршио основну и средњу школу.
На Рударско-геолошком факултету Универзитета у Београду завршио је смер за петрологију и геохемију. Дипломирао је 1988, магистрирао 1993. и докторирао 1997. године са темом из области вулканологије. За асистента приправника први пут је изабран 1989. године. Прошао је кроз сва наставна звања, а за редовног професора из научне области петрологија изабран је 2008. године.
Од 2006—2009. године вршио је функцију продекана за научно-истраживачки рад и маркетинг. Био је декан Рударско-геолошког факултета од 2009 — 2012. године.
За дописног члана Српске академије наука и уметности изабран је 2012. године.
За редовног члана Српске академије наука и уметности изабран је 2021. године.
Говори енглески, немачки и италијански језик.

## Професионална каријера
Цветковићева научна и стручна активност углавном је везана за петрологију магматских стена, вулканологију, геохемију и минералогију, као и њихову везу са регионалном и структурном геологијом, тектоником и процесима формирања рудних лежишта.
Његова научна активност усмерена је на проучавање магматских формација Балканског полуострва и околних региона, као што су интерни Карпати и Родопи. Бави се углавном петрогенетском и геодинамичком интерпретацијом магматских стена различите старости, применом геохемијских података и њиховом интеграцијом са текстурним везама и геолошким доказима. Бави се и развојем вулканолошког приступа у проучавању српских мезозојских и кенозојских вулканских провинција.
Последњих година имао је веома значајну улогу у формирању две лабораторије на Рударско-геолошком факултету: Лабораторије за СЕМ-ЕДС (Scanning Electron Microscopy - Energo-Dispersive Spectrometry) и Лабораторије за термохронологију (Fission Track Dating).

## Пројекти и награде
Био је руководилац или учесник преко 15 интернационалних и домаћих пројеката. Један од најзначајнијих био је пројекат из групе ФП7, у оквиру кога је формирана Лабораторија за СЕМ-ЕДС.
Добитник је награде „Милан Милићевић - инжењер геологије“, за најбољи рад младог геолога (1997. године, за докторску тезу). Уреднички одбор часописа Lithos доделио му је награду као једном од 50 најцитиранијих аутора за период од 2003—2007. године.